# Cauchas rufifrontella
Cauchas rufifrontella is een vlinder uit de familie van de langsprietmotten (Adelidae). De wetenschappelijke naam van de soort is voor het eerst geldig gepubliceerd door Treitschke in 1833.
De soort komt voor in Europa.